# Orione
Orione is een historisch merk van motorfietsen.
De bedrijfsnaam was Guido Carpi, Milano.
Italiaans merk dat van 1923 tot 1928 goede en snelle tweetakten van 87-, 124-, 157- en 173 cc bouwde, waaronder hulpmotoren. De normale motorfietsen wonnen diverse wedstrijden, onder andere met de Italiaanse topcoureur Nello Pagani.